# 橋本本源氏物語
橋本本源氏物語（はしもとほんげんじものがたり）とは、源氏物語の写本の一つ。かつて言語学者・国語学者であった橋本進吉（1882年（明治15年）12月24日 - 1945年（昭和20年）1月30日）の所蔵であったことから「橋本本」と呼ばれる。現在は人間文化研究機構国文学研究資料館の所蔵となっている。

## 概要
かつて池田亀鑑によって源氏物語大成研究編において「橋本博士蔵伝為家筆若紫巻」として写真入りで紹介されたが、実際には若紫のほか絵合、松風、藤袴の4帖が現存している。現存の4帖とも欠落が多い。離れた巻序にある現存の4帖がすべて同じ料紙で同じ形態であるため元々は54帖が同じ形式で揃っていたと見られる。鎌倉時代中期の書写と見られる、池田亀鑑は当初筆者不明としたが後に藤原為家筆とするようになった。ただし極札などはなくその根拠は不明である。本文系統について池田亀鑑は、若紫巻については「最初の方は青表紙本で、次第に河内本に近づいていくが、ところどころに青表紙本でも河内本でもない表現が混じる」という状況であり、「全体としては別本に分類するしかない」としている。

## 校本への採用
上述のように本写本は池田亀鑑の写本調査の対象にはなったものの、校異源氏物語及び源氏物語大成校異編には採用されていない。源氏物語別本集成続の既刊分には写本記号「橋」として若紫及び松風が採用されている。
- 若紫『源氏物語別本集成 続 第2巻』おうふう、2005年（平成17年）11月。 ISBN 4-2730-3402-6
- 松風『源氏物語別本集成 続 第5巻』おうふう、2008年（平成20年）5月。 ISBN 978-4-2730-3405-4

## 影印・翻刻
- 大内英範『源氏物語鎌倉期本文の研究』おうふう、2010年（平成22年）5月、pp. 203-226。 ISBN 978-4-2730-3562-4
「絵合」、「松風」、「藤袴」三帖の翻刻
- 伊藤鉃也・淺川槙子編『国文学研究資料館蔵　橋本本『源氏物語』「若紫」』新典社、2016年10月。 ISBN 978-4-7879-0640-3
「若紫」の影印及び翻刻